# Stor-Stensjön, Lappland
Stor-Stensjön är en sjö i Åsele kommun i Lappland och ingår i Ångermanälvens huvudavrinningsområde. Sjön har en area på 0,379 kvadratkilometer och ligger 320,1 meter över havet. Sjön avvattnas av vattendraget Bomsjöbäcken.

## Delavrinningsområde
Stor-Stensjön ingår i det delavrinningsområde (712342-157630) som SMHI kallar för Inloppet i Volmsjön. Medelhöjden är 347 meter över havet och ytan är 20,85 kvadratkilometer. Det finns inga avrinningsområden uppströms utan avrinningsområdet är högsta punkten. Bomsjöbäcken som avvattnar avrinningsområdet har biflödesordning 3, vilket innebär att vattnet flödar genom totalt 3 vattendrag innan det når havet efter 210 kilometer. Avrinningsområdet består mestadels av skog (58 procent) och sankmarker (32 procent). Avrinningsområdet har 0,84 kvadratkilometer vattenytor vilket ger det en sjöprocent på 4 procent.